# Tytus Liwiusz Burattini
Tytus Liwiusz Burattini (wł. Tito Livio Burattini) (ur. 8 marca 1617 w Agordo, zm. 17 listopada 1681 w Wilnie) – polski wynalazca włoskiego pochodzenia, fizyk, architekt, geograf, egiptolog, mincerz, dyplomata, meteorolog, twórca miary powszechnej, administrator olbory olkuskiej w latach 1658–1664, burgrabia krakowski w 1668, prekursor awiacji  , starosta osiecki od 1664 roku.

## Życiorys
Burattini urodził się w 1617 roku w Agordo w Republice Weneckiej, w rodzinie zubożałej włoskiej szlachty. Prawdopodobnie zdobył wszechstronne wykształcenie z zakresu nauk matematyczno-fizycznych, architektury w Padwie oraz Wenecji. W latach 1637–1641 odbył podróż naukową do Egiptu w celu wykonania pomiarów piramid i sporządzenia planów miast, m.in. Aleksandrii, Memfis i Heliopolis. Sporządził mapę triangulacyjną Egiptu, prowadził wykopaliska w Gizie i Memfis oraz podjął próbę klasyfikacji zabytków. Efekty jego prac zaginęły – znane są jego rysunki z dzieła Johna Greaviusa (Greavesa) Pyramidographia (1646), z jego szkiców korzystali także Athanasius Kircher oraz Stefano della Bella, ilustrując egipską wyprawę Pietro della Valle.
W 1641 roku nauczył się w Wiedniu mincerstwa . Prawdopodobnie w tym samym roku przybył do Polski. Od 1642 mieszkał w Krakowie, a około 1646 przeniósł się do Warszawy, gdzie pełnił służbę na dworze królewskim. Brał udział w wielu misjach dyplomatycznych zlecanych mu przez królową Marię Gonzagę. Z jej polecenia odwiedzał Florencję oraz Bolonię . Za swoje usługi, zgodnie z testamentem Ludwiki Marii, otrzymał od niej duże kwoty oraz starostwo tucholskie.
W 1650 został mianowany królewskim architektem i budowniczym Pałacu Kazimierzowskiego w Warszawie przy Krakowskim Przedmieściu. Następnie prowadził prace remontowe przy Zamku Ujazdowskim .
W 1656 w czasie potopu szwedzkiego udzielił pożyczki skarbowi Rzeczypospolitej, wystawił własnym sumptem oddział wojska, na którego czele pod komendą Stefana Czarnieckiego bił się ze Szwedami. W roku 1658 wraz z bratem Filipem wystąpił na własną prośbę o przyznanie polskiego szlachectwa. Wniosek został rozpatrzony pozytywnie, co zatwierdził w głosowaniu sejm Rzeczypospolitej. Burattini stał się pełnoprawnym obywatelem polskim, otrzymując indygenat oraz własny herb – „Boratini”, stając się członkiem polskiej szlachty. Fakt potwierdza historyczny spis prawa, konstytucji i przywilejów Królestwa Polskiego – Volumina Legum, zawierający wszystkie przywileje królewskie i konstytucje sejmowe z lat 1347–1793.
Został dzierżawcą królewskich mennic w Krakowie, Ujazdowie, Wilnie i Brześciu Litewskim, z których czerpał pokaźne zyski. Oskarżano go o nadużycia finansowe, w tym m.in. o fałszowanie pieniądza. W mennicach bił ponad wyznaczone limity (tzw. boratynki) – monety o niskiej zawartości kruszcu. Obarczano go współodpowiedzialnością za kryzys monetarny w Polsce .
W 1669 roku był elektorem Michała Korybuta Wiśniowieckiego z ziemi warszawskiej. Utrzymywał kontakty z królem Janem III Sobieskim oraz z Janem Heweliuszem . Od 1680 roku był sekretarzem królowej Marii Sobieskiej. W jej imieniu wielokrotnie posłował do Paryża.
Zmarł w Wilnie 17 listopada 1681 roku. Wdowa po nim podarowała Janowi III Sobieskiemu wielki kwadrant astronomiczny z obserwatorium ujazdowskiego. Burattini miał syna Zygmunta, zmarłego bezpotomnie w 1732 roku.

## Wynalazki i odkrycia

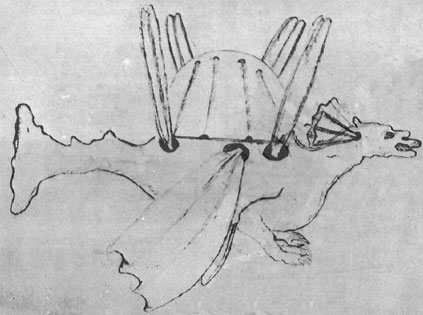
Burattini podróżował po całym świecie, projektując różnego rodzaju maszyny, przykładowy szkic fr. Dragon Volant (dosłownie: Smok latający).

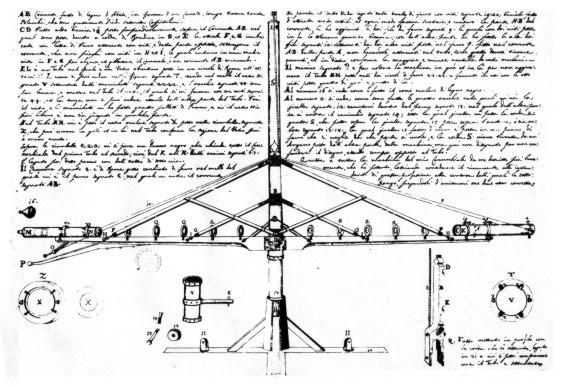
Projekt 60-metrowego teleskopu z listu Burattiniego wysłanego 4 września 1665 roku do sekretarza królowej Marii Gonzagi – Pierre’a Des Noyers.

Burattini był konstruktorem kilku wynalazków, m.in. przypisuje mu się wynalezienie mikromierza. Wynalazł również machinę do czerpania wody napędzaną przez wiatr, służącą do nawadniania ogrodów. Urządzenie to działało samoczynnie i bezobsługowo dzięki systemowi obrotowych wiatraków umieszczonych w pałacowej wieży, które zawsze same ustawiały się zgodnie z kierunkiem wiejącego wiatru. Według opisów działały nawet przy słabym wietrze. Po raz pierwszy system nawadniający Burattiniego zainstalowano w nowym pałacu Jana Andrzeja Morsztyna w Warszawie. Zamówili go także wojewoda lubelski Władysław Rej oraz Stanisław Herakliusz Lubomirski, który polecił go zainstalować w Ujazdowie.
W 1641 roku w Krakowie Burattini zbudował czułą wagę hydrostatyczną do procentowego określania stopów metali . Podjął również próbę skonstruowania maszyny do liczenia .
Przed rokiem 1637 wykonał nieudaną próbę zbudowania skrzydeł do latania. Uznał wówczas, że najlepszą koncepcją, jaka sprawdzi się w locie, jest ornitopter, czyli maszyna latająca dzięki ruchomym skrzydłom. Napisał na ten temat traktat „Il volare non e imposible come fin hora universalmente e stato creduto” (pol. „Latanie nie jest niemożliwe, tak jak to dotychczas powszechnie sądzono”). W pracy tej, na 133 lata przed balonem braci Montgolfier, wysunął koncepcję wykonywania lotów z wykorzystaniem gazu lżejszego od powietrza .
W 1647 r. przedstawił swój traktat lotniczy królowi polskiemu Władysławowi IV, prosząc go o fundusze na budowę własnej machiny latającej . Na przełomie 1647–1648 zbudował latający model ornitoptera, który nazwał Latającym smokiem. Machina ta była jedną z pierwszych w historii oraz pierwszą aerodyną zbudowaną w Polsce. Liczyła około 1,5 metra długości, uruchamiana była przez pociągnięcie sznurka, a sam model napędzany był samoczynnie działającym mechanizmem złożonym z dźwigni oraz kół zębatych poruszanych sprężynami . Skrzydłowiec wyposażony był w busolę oraz spadochron.
W 1664 roku w Ujazdowie Burattini urządził obserwatorium astronomiczne, gdzie w 1665 odkrył plamy na Wenus. Założył warsztat optyczny, w którym projektował oraz konstruował własne mikroskopy i teleskopy. W 1665 konstruował w nim zespolone obiektywy złożone z kilku soczewek, wypełnione przezroczystą cieczą . Wykonał w nim m.in. soczewki do wielkiego teleskopu budowanego przez Heweliusza .
W 1666 zbudował na Wiśle most dla wojsk ciągnących przeciwko wojskom rokoszanina Jerzego Sebastiana Lubomirskiego. W drugiej połowie lat 60. XVII wieku ponownie zajął się działalnością naukową, m.in. zagadnieniami dotyczącymi wylewów Nilu, szlifowaniem soczewek optycznych, pomiarem południków oraz wyznaczaniem miary uniwersalnej za pomocą długości wahadła sekundowego.
W 1675 opublikował w Wilnie traktat Misura universale (pol. Miara uniwersalna), gdzie rozwinął teorię miary powszechnej, jednolitej dla całego świata, nazwanej przez niego metrem katolickim. W swoim traktacie jako pierwszy w czasach nowożytnych użył słowa „metr” na określenie miary długości, za miarą starożytnych Greków – „metron”. Dzięki opracowaniu powszechnego systemu miar położył podwaliny m.in. pod dzisiejszy układ jednostek SI .

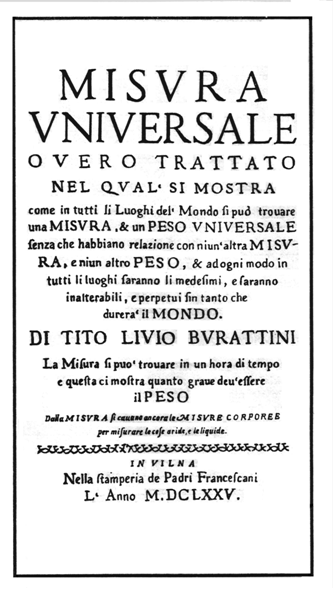
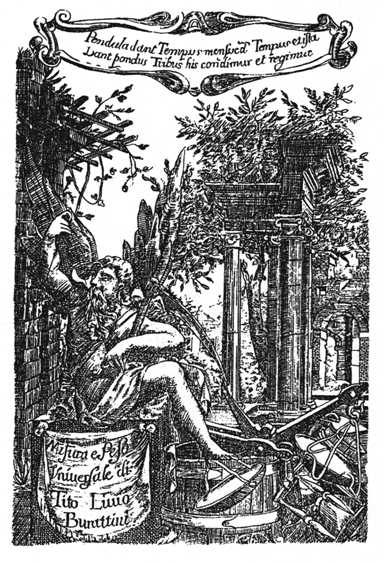
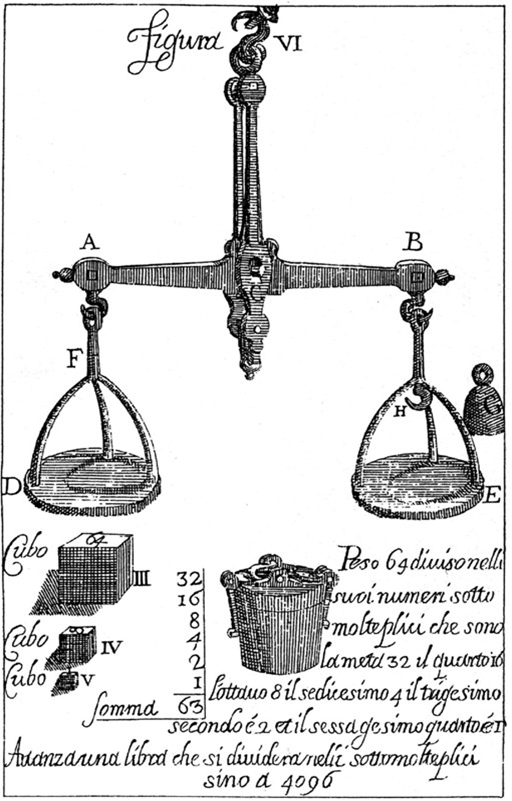

## Dzieła
- 1647 r. Il volare non e imposible come fin hora universalmente e stato creduto (pol. Latanie nie jest niemożliwe, tak jak to dotychczas powszechnie sądzono)[4] ,
- 1675 La bilancia sincera, Wilno, traktat poprawiający, a częściowo też zmieniający Galileuszową teorię równowagi hydrostatycznej, określający z większą dokładnością ciężary właściwe metali szlachetnych.
- 1675 Misura Universale, Wilno, gdzie autor określa miarę powszechną długości liniowej: metr katolicki; miarę tę definiuje jako długość wahadła poruszającego się z pół-okresem jednej sekundy[15].

## Opracowania
- Tancon Ilario, Lo scienziato Tito Livio Burattini, Università di Trento, Trento 2005, s. 193, ISBN 88-8443-091-7.
- Savorgnan di Brazzà F., T.L. Burattini precursore del sistema metrico – Sapere, anno III, vol. V, n. 52, pag. 117–118, 28 /2/1937.
- Favaro Antonio, Intorno alla vita ed ai lavori di Tito Livio Burattini fisico Agordino del secolo 17° – Venezia: Tipografia Carlo Ferrari, 1896.